# San Claudio da Ostia
Claudio di Ostia (fl. III secolo) è venerato come patrono di Ostia, città portuale nei pressi di Roma. 
La sua festa liturgica si celebra il 7 luglio. Le informazioni sulla sua vita sono limitate e derivano principalmente dal Martirologio Romano.
Secondo la tradizione, Claudio visse durante il regno dell'imperatore Diocleziano (284-305 d.C.), noto per le persecuzioni contro i cristiani. Inizialmente non cristiano, Claudio si convertì grazie all'influenza del fratello Massimo. Anche sua moglie Prepedigna e i figli Alessandro e Cuzia abbracciarono la fede cristiana. La famiglia si dedicò alla preghiera, alle opere di carità e all'assistenza dei bisognosi, distribuendo i propri beni ai poveri. 
La tradizione narra che l'imperatore Diocleziano desiderasse un matrimonio tra suo figlio Massimiano e Susanna, nipote di Claudio. Claudio si oppose fermamente a questa unione a causa della sua fede cristiana, suscitando l'ira dell'imperatore. Di conseguenza, Claudio e la sua famiglia furono arrestati, esiliati a Ostia e condannati al martirio: furono bruciati vivi e le loro ceneri disperse in mare. 
La devozione verso san Claudio è particolarmente sentita a Ostia, dove ogni anno, il 7 luglio, si celebra una messa in suo onore presso la chiesa di Santa Maria Regina Pacis. Durante le celebrazioni, si ricordano la sua fede incrollabile e il sacrificio compiuto per mantenere la propria devozione cristiana. 
Oltre a san Claudio di Ostia, esistono altri santi con lo stesso nome, come san Claudio di Condat, abate e vescovo vissuto nel VII secolo, venerato in Francia e considerato patrono dei fabbricanti di giocattoli. Tuttavia, le loro storie e i contesti di venerazione sono distinti.